# In High Places
In High Places – piosenka napisana przez Mike’a Oldfielda ze słowami Mike’a Oldfielda oraz Jona Andersona, wydana jako singel w 1987 roku. Utwór wykonuje Jon Anderson.
Wydany został 4 lata po premierze piosenki na albumie Crises. Okazją do wydania tegoż singla był lot największym dotychczas balonem przez Richarda Bransona - twórcę Virgin Records. Wybrana została akurat ta piosenka, ze względu na tematykę.

## Spis utworów

### Wersja 7'
1. „In High Places” – 3:33
2. „Poison Arrows” – 3:53

### Wersja 12”
1. „In High Places” – 3:33
2. „Poison Arrows” – 3:53
3. „Jungle Gardenia” – 2:37